# یوانیس میتروپولوس
یوانیس میتروپولوس (انگلیسی: Ioannis Mitropoulos) (زاده ۱۸۷۴ - پس از ۱۸۹۶) ژیمناست اهل کشور یونان بوده است.
از افتخارات وی می‌توان به کسب مدال طلا دارحلقه و برنز میله پارالل ژیمناستیک در بازی‌های المپیک تابستانی ۱۸۹۶ اشاره کرد.